# باب لیتون
باب لیتون (انگلیسی: Bob Layton) (متولد ۱۹۵۳) یک نویسنده، قلم‌زن، جوهرزن و ویراستار کتاب‌های کمیک آمریکایی است. وی بیشتر برای فعالیتش در انتشارات مارول کامیکس مخصوصاً در داستان‌های مرد آهنی و هرکول شناخته می‌شود.